# Arktični led
Arktični led je pokrov ledu v Arktičnem Oceanu in okolici. Arktični led je podvržen rednemu sezonskemu ciklu ko se  spomladi in poleti led tali in do sredine septembra doseže minimum, nato pa se poveča debelina ledu v času jeseni in zime. Poletni ledeni pokrov je manjši za 50% od zimskega pokrova. Nekaj ledu preživi iz enega leta v drugo. Trenutno 28% arktičnega ledu je večletni led, in je debelejši od sezonskega ledu: do 3-4 metrov debelejši na velikih območjih, z grebeni do 20 metrov debele. Kot tudi redni sezonski cikel je bil temeljni trend upadanja ledu na Arktiki v zadnjih desetletjih.

## Klimatski pomen

### Energetska bilanca
Morski led ima pomemben vpliv na ravnovesje toplote polarnega oceana, saj izolira (relativno) toplo morje od hladnejši zrak kar zmanjšuje toplotne izgube iz oceana. Morski led je visoko odseven, odbije 60% sončnih sevanj ko ni pokrit s snegom in 80% ko je pokrit s snegom. To pomeni da je  veliko večja odbojnost ledu kot  odbojnost morja ( okoli 10 % ) in s tem prav tako vpliva na absorpcijo sončne svetlobe na površini.

### Hidrološki učinki
Cikel morskega ledu je pomemben vir goste vode ( fiziološke raztopine) " Voda od spodaj". Medtem ko zmrzuje voda se izloči vsebnost soli in led je čist. Preostala površina vode postane gosta z dodatno soljo, potone in vodi k proizvodnji gostih vodnih mas , kot so North Atlantic Deep Water. Ta proizvodnja goste vode je dejavnik pri ohranjanju termohalinske cirkulacije, in natančen prikaz teh procesov je pomemben za podnebje.

### Odden (Norveška beseda za površino)
Na ključnem področju Arktike , tvori prevladujoči tip ledu nad celotno regijo , tako imenovani Odden ledeni jezik (led v obliki palačinke)  v Grenlandskem morju. Odden (Norveška beseda za površino) raste vzhodno od glavnega roba ledu grenlandskega morja v bližini 72-74° N pozimi zaradi zelo hladnih površinskih hladnih vod v toku Jan Mayen, ki preusmerijo nekaj vode vzhodno od vzhodno grenlandskega toka na tej zemljepisni širini. Večina starega ledu pot nadaljuje proti jugu, s pomočjo pregona vetra, tako da se v izpostavljeni hladni vodni odprtini ustvarijo  nove oblike ledu (kot so oblike palačink) v nemirnem morju.

## Obseg in volumen ledu in njihovi trendi
Evidence Arktičnega morskega ledu iz Hadley Centre Združenega kraljestva za podnebne napovedi  in raziskave segajo na prelom 20. stoletja, čeprav je kakovost podatkov pred letom 1950 sporna. Zanesljive meritve morskega ledu so se začele v satelitski dobi. V poznih 1970-ih je Scanning Multichannel Microwave Radiometer (SMMR) na Seasat (1978) in Nimbus (1978-87) sta satelita pridobila informacije, neodvisne od sončne svetlobe ali meteoroloških razmer. Pogostost in natančnost meritve se je izboljšala v leta 1987,  z uvedbo DMSP F8 posebnega mikrovalovnega senzorja/ tipa SSMI. Tako so ocenili morsko območje ledu in obseg ledu na njem, pri čemer so ugotovili da vsaj 15% morja prekriva led.
Študija modeliranje za obdobje 52 let od 1947 do 1999 je pokazala statistično značilen trend v Arktičnem obsega ledu od -3% na desetletja: razlog tega je neugoden veter in extremne temperature. Računalniško podprt in časovno rešen izračun obsega morskega ledu, potrdimo z različnimi meritvami, ki pokaže, da je nadzor nad izgubo količine ledu bolj pomemben kot ocenjevanje za ugotovitev čistega območja morja.

Trendi iz leta 1979 do 2002 so bili statistično značilno zmanjšanje arktičnega morskega ledu na -2,5% ± 0,9% na desetletje v  23 letih. Klimatski modeli simulira ta trend v letu 2002.  Septembrski minimum ledu meri trend za obdobje 1979-2011, v 32 letih se je led zmanjšal za 12% na desetletje. V letu 2007 se je obseg ledu zmanjšal za več kot milijon kvadratnih kilometrov. Po satelitskih podatkih je bila površina ledu 4.140.000 km². Nove raziskave kažejo da se Arktični morski led  topi hitreje od napovedih 18-ih računalniških modelov Medvladnega foruma o Podnebnih Spremembah, ki se je uporabil pri pripravi za oceno leta 2007.  V letu 2012 je bil dosežen nov nizki rekord okoli 3.500.000 km².
V splošni masni bilanci je obseg morskega ledu odvisen od debeline in ploskovnega obsega mase. Medtem ko je satelitska era omogočila boljše merjenje trendov v ploskovni meri,so natančne meritve debeline ledu še vedno izziv. Kljub temu, skrajna izguba morskega ledu poleti in počasna zaledenitev, napoveduje nižjo rast morskega ledu v jeseni in zimi, led ki  nastaja pa je precej tanek. Ker je vedno več tanjših plasti ledu, imajo večji vpliv zaradi  obsežnih zlomov morskega ledu nastajajo nestabilne nevihte  s turbulenco, ki izhajajo iz večjih ekstratropskih ciklonov .